# Un disco per l'estate 1975
La dodicesima edizione di Un disco per l'estate venne trasmessa a partire dal 13 aprile 1975. 

## Prima fase (dal 13 aprile)
Le canzoni in gara furono 48.
La novità principale di questa edizione è la partecipazione per la prima volta di cinque brani solo strumentali (proposti da Andy Bono, Equipe 84, Il Guardiano del Faro, Enrico Intra e Johnny Sax) e di due composizioni di liscio (interpretate dalle orchestre di Vittorio Borghesi e Raoul Casadei).
Le passerelle radiofoniche proseguono quotidianamente fino al 18 maggio.
Ecco l'elenco dei partecipanti, in ordine alfabetico: in neretto i 24 promossi alle prime due serate di Saint Vincent, la sigla SF (Serata Finale) indica l'ulteriore promozione dei 12 finalisti. L'ultima indicazione per ogni canzone si riferisce alla casa discografica.
- Al Bano e Romina Power - Dialogo SF - Libra
- Alberto Anelli - Sarà follia - SAAR
- Umberto Balsamo - Nataly - Polydor
- Gianni Bella - Oh mama - Derby
- Loredana Bertè - Sei bellissima - CGD
- Orietta Berti - Eppure ti amo - Polydor
- Andy Bono - Aloha SF - EMI Italiana
- Orchestra Attrazione Vittorio Borghesi - Ma sì, ma no SF - Fonit Cetra
- Tony Bruni - Carrettino siciliano - Phonotype
- I Camaleonti - Piccola Venere SF - CBS
- Orchestra Spettacolo Raoul Casadei - Giramondo SF - Produttori Associati
- Nicola Di Bari - Sai che bevo, sai che fumo SF - RCA Italiana
- Peppino Di Capri - Piccolo ricordo - Splash
- Dik Dik - Piccola mia - Dischi Ricordi
- Equipe 84 - Sogni senza fine - Ariston Records
- Lando Fiorini - So' stato er primo a fatte di de sì - Vedette
- Flashmen - Piccolo amore - Joker
- Riccardo Fogli - Guardami - RCA Italiana
- Rosanna Fratello - Povera cocca - Ariston Records
- Il Guardiano del Faro - Amore grande amore libero SF - RCA Italiana
- Homo Sapiens - Tornerai tornerò - Ri-Fi
- Enrico Intra - Paopop SF - Ri-Fi
- Louiselle - Grande sei tu - Erre
- Angela Luce - Cara amica mia - Hello
- Franco Marino - E in fondo poi - Ri-Fi
- Matia Bazar - Stasera... che sera! - Ariston Records
- Maurizio Arcieri - Scusa - Polydor
- I Meno Uno - Non sei felice (non sei sincera) - EMI Italiana
- Mario Merola - Inferno d'ammore - Sviluppo Discografico Mezzogiorno
- Miro - Nella mente casa mia - Joker
- Mario Musella - Innamorata mai - King
- I Nomadi - Senza discutere - EMI Italiana
- Nuovi Angeli - Bella idea SF - Polydor
- Antonio Maria P - Donna rubata - Dischi Ricordi
- Gino Paoli - La ragazza senza nome - Durium
- Vito Paradiso - Cinquecento blu - Durium
- Maurizio Piccoli - A braccia aperte - Dischi Ricordi
- Otello Profazio - Tùmmina tùmmina - Fonit Cetra
- I Profeti - Dimmi papà - CBS
- I Quid - Profumi di fiori (testo di Domenico Seren Gay e Giorgio Seren Gay; musica di Beppe Cantarelli e Franco Zauli) - Kansas
- Mino Reitano - E se ti voglio SF - Durium
- Santino Rocchetti - Pelle di sole - Fonit Cetra
- I Romans - Stiamo bene insieme SF - Polaris
- Luciano Rossi - Aho, sta bbona 'ndo vai - Ariston Records
- Giulietta Sacco - Profumo di ginestre - Zeus
- Tony Santagata - Dolce amore - Carosello
- Johnny Sax - Popsy SF - Produttori Associati
- La Strana Società - Una manciata di sabbia - Durium

## Fase eliminatoria (19-25 maggio)
Le 48 canzoni in gara vengono sottoposte al voto delle giurie dal 19 al 25 maggio. Presentatore delle selezioni radiofoniche è Mike Bongiorno. Nel pomeriggio, da lunedì a sabato alle 18.00 sono trasmessi rispettivamente 6 gruppi di 8 canzoni ciascuno, e il giorno successivo da martedì a domenica, all'ora di pranzo, le 8 canzoni di ogni gruppo sono ripetute, e al termine della trasmissione viene reso noto l'esito delle votazioni.
Domenica 25 è pronta la classifica generale definitiva. Le 24 canzoni meglio classificate sono ammesse alle serate finali di Saint Vincent, e tornano alla radio, nelle passerelle radiofoniche quotidiane dal 26 maggio al 18 giugno.
Tra gli esclusi, da segnalare due nomi nuovi della canzone italiana, entrambi con canzoni che avranno un grande successo: si tratta di Loredana Bertè con Sei bellissima e dei Matia Bazar con Stasera che sera.

## Le serate finali di Saint Vincent (19-20-21 giugno)
Le 24 canzoni semifinaliste vengono proposte nel corso delle prime due serate di Saint Vincent, presentate da Corrado e Gabriella Farinon. Queste due serate vanno in onda soltanto alla radio sul Secondo Programma.
Le sei canzoni meglio classificate per ogni sera accedono alla finale del 21 giugno, in diretta radio e TV, durante la quale le 12 canzoni rimaste in gara vengono riproposte suddivise in due gruppi: le prime due classificate di ogni gruppo accedono alla "volata finale" dalla quale uscirà la canzone vincitrice.
I quattro superfinalisti sono I Camaleonti, Mino Reitano, Al Bano e Romina Power, e Il Guardiano del Faro.
Dopo il riascolto delle loro canzoni, le giurie rivotano, e finalmente arriva il verdetto finale.

## Classifica finale
- Il Guardiano del Faro - Amore grande, amore libero
- Al Bano e Romina Power - Dialogo
- Mino Reitano - E se ti voglio

Per la prima volta, vince dunque la manifestazione un pezzo interamente strumentale.
Dopo le vetrine radiofoniche in onda fino al 13 settembre, cala il sipario definitivamente sulla formula originale di Un disco per l'estate. Con la riforma della RAI del 1976, la rassegna viene abolita, sostituita per alcuni anni da "Saint Vincent Estate", una serata televisiva in onda a giugno da Saint Vincent, consistente in una passerella di canzoni senza gara.
La competizione tornerà soltanto nel 1981, con "Saint Vincent: una canzone per la vostra estate, voci e motivi in cerca di successo", una gara fra 38 nuove canzoni proposte in anteprima alla radio come ai vecchi tempi. Negli anni successivi, ritorna "Saint Vincent Estate", e soltanto nel 1992 la manifestazione riprenderà lo storico titolo di Un disco per l'estate, riavvicinandosi alla formula originale dei primi anni, con le vetrine radiofoniche trasmesse da Radio Italia Solo Musica Italiana..